# Senat von Dohnanyi I
Der Senat von Dohnanyi I bildete vom 24. Juni 1981 bis zum 2. Februar 1983 die Hamburger Landesregierung.
| Amt                                                                  | Name                               | Partei | Partei    |
| -------------------------------------------------------------------- | ---------------------------------- | ------ | --------- |
| Erster Bürgermeister                                                 | Klaus von Dohnanyi                 |        | SPD       |
| Zweite Bürgermeisterin                                               | Helga Elstner                      |        | SPD       |
| Gesundheitsbehörde                                                   | Helga Elstner                      |        | SPD       |
| Justizbehörde                                                        | Eva Leithäuser                     |        | SPD       |
| Behörde für Schule und Berufsbildung                                 | Joist Grolle                       |        | SPD       |
| Behörde für Arbeit, Jugend und Soziales                              | Jan Ehlers                         |        | SPD       |
| Behörde für Wissenschaft und Forschung                               | Hansjörg Sinn                      |        | parteilos |
| Kulturbehörde                                                        | Wolfgang Tarnowski                 |        | SPD       |
| Baubehörde                                                           | Volker Lange bis 30. Juni 1982     |        | SPD       |
| Baubehörde                                                           | Günter Apel ab 1. Juli 1982        |        | SPD       |
| Behörde für Wirtschaft, Verkehr und Landwirtschaft                   | Jürgen Steinert bis 30. Juni 1982  |        | SPD       |
| Behörde für Wirtschaft, Verkehr und Landwirtschaft                   | Volker Lange ab 1. Juli 1982       |        | SPD       |
| Behörde für Inneres                                                  | Alfons Pawelczyk                   |        | SPD       |
| Behörde für Bezirksangelegenheiten, Naturschutz und Umweltgestaltung | Wolfgang Curilla                   |        | SPD       |
| Finanzbehörde                                                        | Wilhelm Nölling bis 18. Mai 1982   |        | SPD       |
| Finanzbehörde                                                        | Jürgen Steinert ab 1. Juli 1982    |        | SPD       |
| Bevollmächtigter beim Bund                                           | Günter Apel bis 28. September 1982 |        | SPD       |